# Milan Hokke
Milan Hokke (Vlaardingen, 11 oktober 2003) is een Nederlands voetballer die doorgaans speelt als verdediger. Hij staat onder contract bij Feyenoord, maar wordt voor het seizoen 2024/25 verhuurd aan ADO Den Haag.

## Clubcarrière
Hokke werd door Feyenoord gescout bij VDL-Maassluis en doorliep vanaf 2011 de jeugdopleiding. In juni 2021 kreeg hij zijn eerste contract aangeboden. Vanaf het seizoen 2022/23 is hij onderdeel van Jong Feyenoord, dat uitkomt in de Reservecompetitie. 
Voor het seizoen 2024/25 werd Hokke door Feyenoord verhuurd aan ADO Den Haag, dat uitkomt in de Keuken Kampioen Divisie. Hij debuteerde op 30 augustus 2024 in het betaald voetbal tegen Excelsior Rotterdam (0-5). Hij kwam in de 85e minuut in de ploeg voor Silvinho Esajas. Na zes wedstrijden raakte hij geblesseerd, waardoor hij langdurig uitgeschakeld was. Hij wordt verwacht in maart 2025 zijn rentree te maken.

## Statistieken
| Seizoen | Club         | Competitie     | Competitie | Competitie | Beker | Beker | Overig | Overig | Totaal | Totaal |
| Seizoen | Club         | Competitie     | Wed.       | Dlp.       | Wed.  | Dlp.  | Dlp.   | Dlp.   | Wed.   | Dlp.   |
| ------- | ------------ | -------------- | ---------- | ---------- | ----- | ----- | ------ | ------ | ------ | ------ |
| 2024/25 | ADO Den Haag | Eerste divisie | 6          | 0          | 0     | 0     | 0      | 0      | 6      | 0      |
| Totaal  | Totaal       | Totaal         | 6          | 0          | 0     | 0     | 0      | 0      | 6      | 0      |

Bijgewerkt op 21 maart 2025.